# Quenstedtoceras
Genre
Quenstedtoceras est un genre fossile d'ammonites de la famille des Cardioceratidés.

## Historique
Le genre Quenstedtoceras est décrit en 1877 par le naturaliste et paléontologue américain Alpheus Hyatt (1838-1902) et repris en 1900 par Eastman-Zittel.

### Fossiles
Selon Paleobiology Database en 2025, ce genre Quenstedtoceras a dix-huit collections référencées de fossiles. Ces collections de fossiles sont du Callovien supérieur du Jurassique moyen à l'Aptien du Crétacé inférieur, c'est-à-dire datent de 164,7 à 113 Ma avant notre ère.

## Liste d'espèces
Selon BioLib (13 septembre 2022) :
- Quenstedtoceras carinatum (Eichwald, 1868) †
- Quenstedtoceras flexicostatum (Phillips, 1829) †
- Quenstedtoceras henrici Douvillé, 1912 †
- Quenstedtoceras leachi (J. de C. Sowerby, 1819 ) †
- Quenstedtoceras mariae (d'Orbigny, 1842) †
- Quenstedtoceras messiaeni Marchand & Raynaud, 1986 †
- Quenstedtoceras praelamberti Douvillé, 1912 †